# Żubrowyczi
Żubrowyczi (ukr. Жубровичі, pol. hist. Żubrowicze) – wieś na Ukrainie, w obwodzie żytomierskim, w rejonie olewskim.